# Polpette alla mammolese
Polpette alla mammolese è un'antica pietanza della cucina montanara di Mammola, territorio del Parco nazionale dell'Aspromonte e delle zone della provincia di Reggio Calabria.

## Ingredienti
La ricetta prevede carne di maiale macinata, uova, pane ammollato nell'acqua, formaggio di capra grattugiato, aglio e peperoncino.
Anticamente le polpette venivano utilizzate nelle ricorrenze festive, con il sugo veniva condita la pasta fatta in casa. Le polpette sono servite come secondo piatto.